# Sträck ut din hand (sång)
Sträck ut din hand är en sång skriven av Lasse Berghagen från 1993, och ursprungligen utgiven 1994 med dansbandet Kellys på samlingsalbumet Dansmix 3 med blandade artister.  Låten hade TV-premiär i Bingolotto den 20 mars 1993.
Lasse Berghagen spelade själv in låten på sitt album med samma namn 1995  samt på singel samma år. Hans version gick in som tvåa på Svensktoppen, där den låg i 11 veckor under perioden 13 maj-22 juli 1995.
1999 gjorde Carina Jaarneks orkester en cover på låten på albumet Carina Jaarneks live -99 1995.
Tomas di Leva framförde låten i 2010 års upplaga av tv-programmet Så mycket bättre (säsong 1). Låten låg även med som bonusspår på hans album Hjärtat vinner alltid 2011.
Di Levas version gick den 9 januari 2011 in på svensktoppen där den sedan låg kvar i sex veckor fram till 6 februari för att därefter lämna listan.
Under Allsång på Skansen den 26 juli 2011 sjöngs låten för offren vid attentaten i Norge.

### Fotnoter
1. ↑  ”Svensk mediedatabas”. http://smdb.kb.se/catalog/id/001506496. Läst 26 juli 2011.
2. ↑  Bingolotto. TV4. 20 mars 1993. Nr. 4, säsong 11.
3. ↑  ”Svensk mediedatabas”. http://smdb.kb.se/catalog/id/001508163. Läst 26 juli 2011.
4. ↑  ”Svensk mediedatabas”. http://smdb.kb.se/catalog/id/001507771. Läst 26 juli 2011.
5. ↑  ”Svensktoppen”. 26 februari 1995. http://sverigesradio.se/Diverse/AppData/Isidor/files/2023/3491.txt. Läst 26 juli 2011.
6. ↑  ”Svensk mediedatabas”. http://smdb.kb.se/catalog/id/001520118. Läst 26 juli 2011.
7. ↑  ”Svensk mediedatabas”. http://smdb.kb.se/catalog/id/002693190. Läst 26 juli 2011.
8. ↑  ”Svensk mediedatabas”. http://smdb.kb.se/catalog/id/002702704. Läst 26 juli 2011.
9. ↑  ”Svensktoppen”. 9 januari 2011. http://sverigesradio.se/sida/topplista.aspx?programid=2023&date=2011-01-09. Läst 27 juli 2011.
10. ↑  ”Svensktoppen”. 6 februari 2011. http://sverigesradio.se/sida/topplista.aspx?programid=2023&date=2011-02-06. Läst 27 juli 2011.
11. ↑  ”Svensktoppen”. 13 februari 2011. http://sverigesradio.se/sida/topplista.aspx?programid=2023&date=2011-02-13. Läst 27 juli 2011.
12. ↑  ”Aftonbladet”. 26 juli 2011. http://www.aftonbladet.se/nojesbladet/musik/rockbjornen2011/article13381358.ab. Läst 26 juli 2011.